# Buhl (Minnesota)
Buhl es una ciudad situada en el condado de St. Louis, Minnesota, Estados Unidos. Tiene una población estimada, a mediados de 2022, de 949 habitantes.

## Geografía
La localidad está ubicada en las coordenadas 47°29′55″N 92°46′52″O / 47.49861, -92.78111 (47.49859, -92.781109). Según la Oficina del Censo de los Estados Unidos, tiene una superficie total de 9.10 km², de la cual 8.57 km² corresponden a tierra firme y 0.53 km² son agua.

## Demografía
Según el censo de 2020, en ese momento había 952 personas residiendo en la localidad. La densidad de población era de 111.09 hab./km². El 93.4% de los habitantes eran blancos, el 0.6% eran afroamericanos, el 1.2% eran amerindios, el 0.3% eran asiáticos, el 0.2% eran de otras razas y el 4.3% eran de una mezcla de razas. Del total de la población, el 1.6% eran hispanos o latinos de cualquier raza.